# Hassel Island

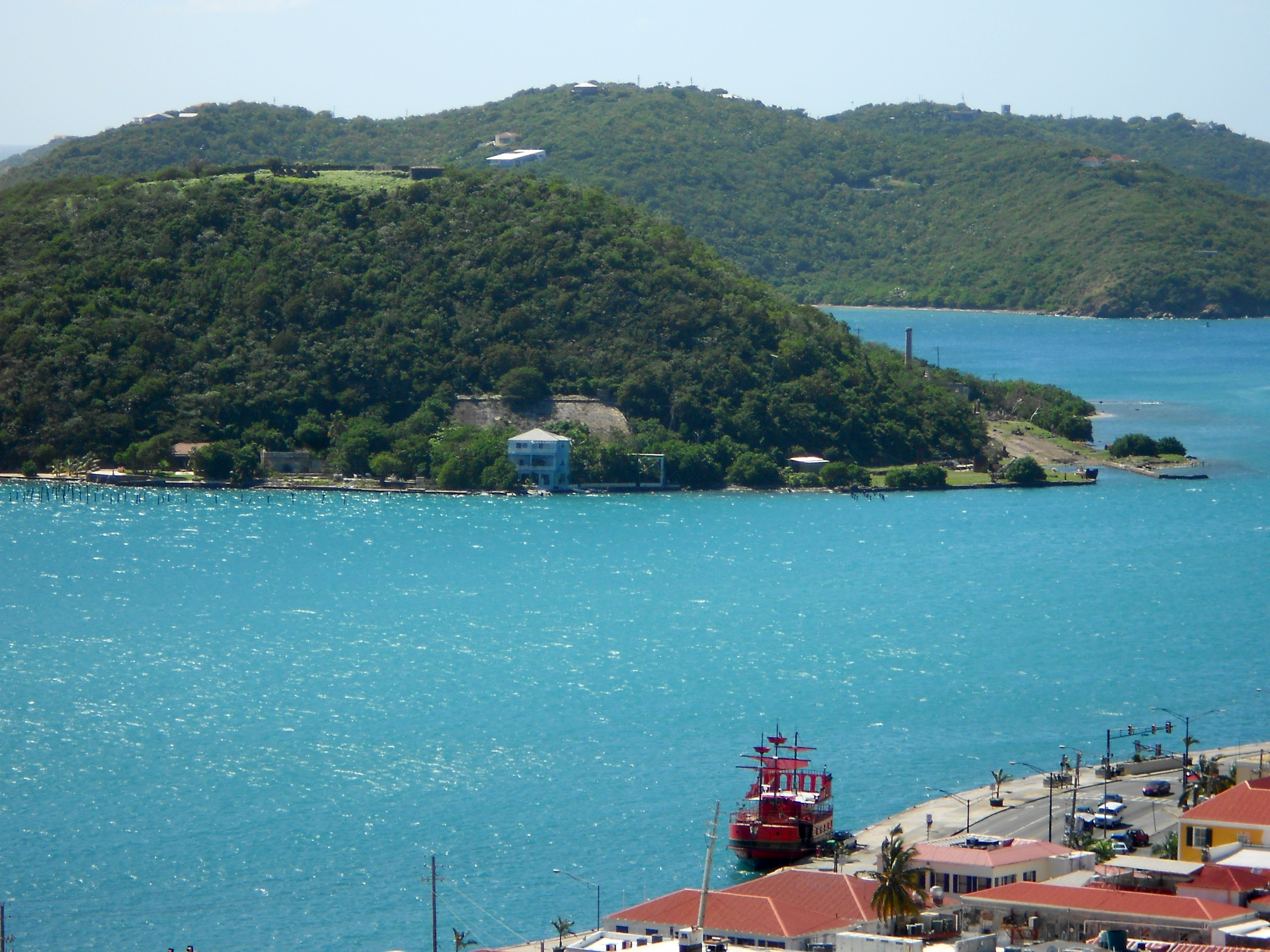
Utsikt mot Hassel Island från hamnen i Charlotte Amalie

Hassel Island är en liten ö i Amerikanska Jungfruöarna (U.S. Virgin Islands). Hassel Island ligger i Charlotte Amalie's hamn söder om ön Saint Thomas och öster om Water Island. Viken Careening Cove på Hassel Island är inritad på en karta från 1687.
Den omkring 0,55 km2 stora ön var tidigare en halvö på  Saint Thomas, men på 1860-talet grävdes en kanal genom halvön för att öka vattencirkulationen i hamnen i Charlotte Amalie. Den nya ön uppkallades efter familjen  Hassel som ägde det mesta av marken.

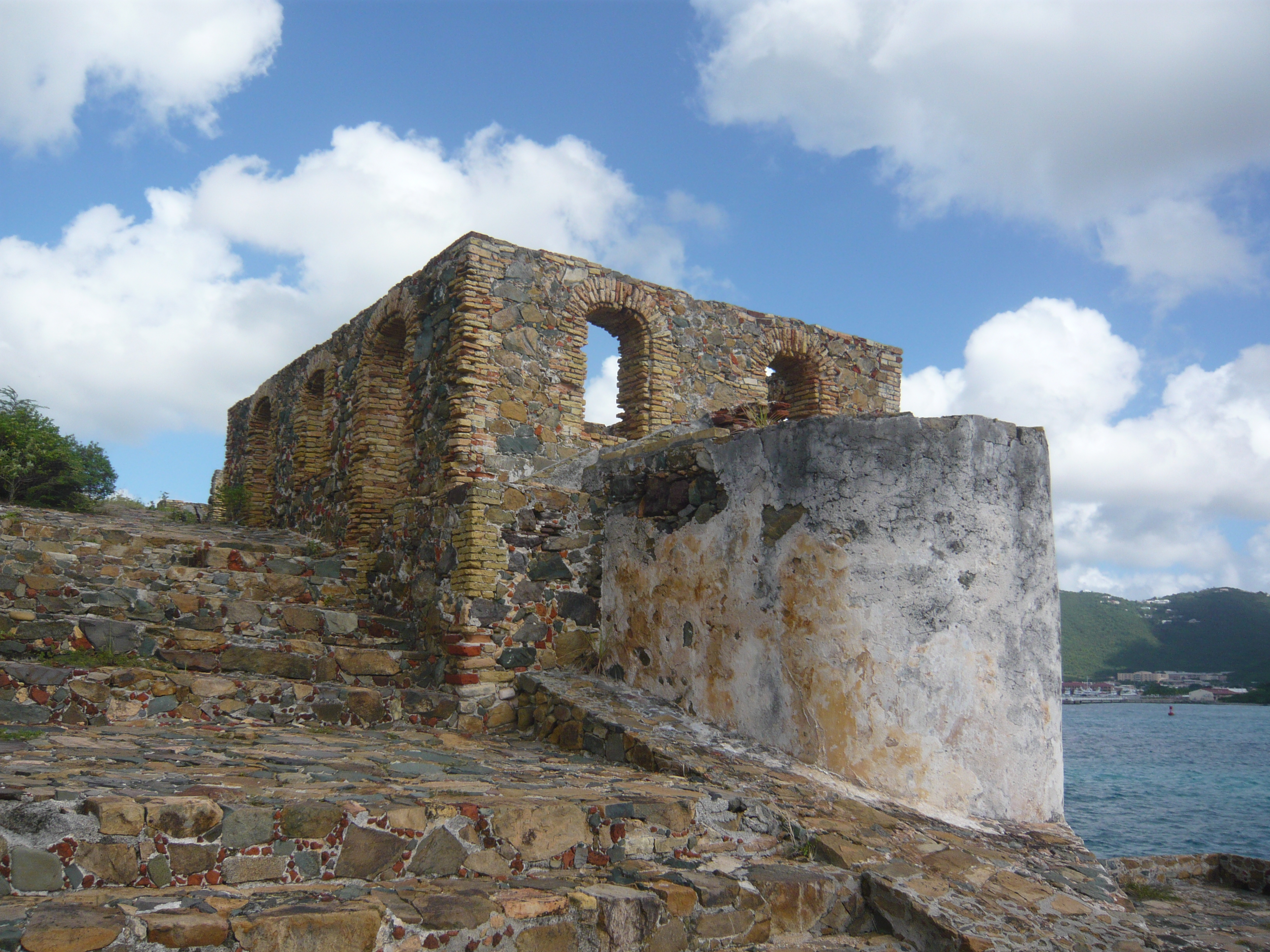
Fort Willoughby, Hassel Island

Engelska styrkor ockuperade Hassel Island under Napoleonkrigen och flera ruiner finns kvar från den tiden, bland andra Fort Willoughby, Fort Shipley och Cowell Battery, alla byggda omkring år 1802.
På 1840-talet byggdes en slip på Hassel Island. Den drevs av en ångmaskin och är troligen den äldsta ångdrivna slipen i världen. Slipen lades ned på 1960-talet, men spåren finns kvar.

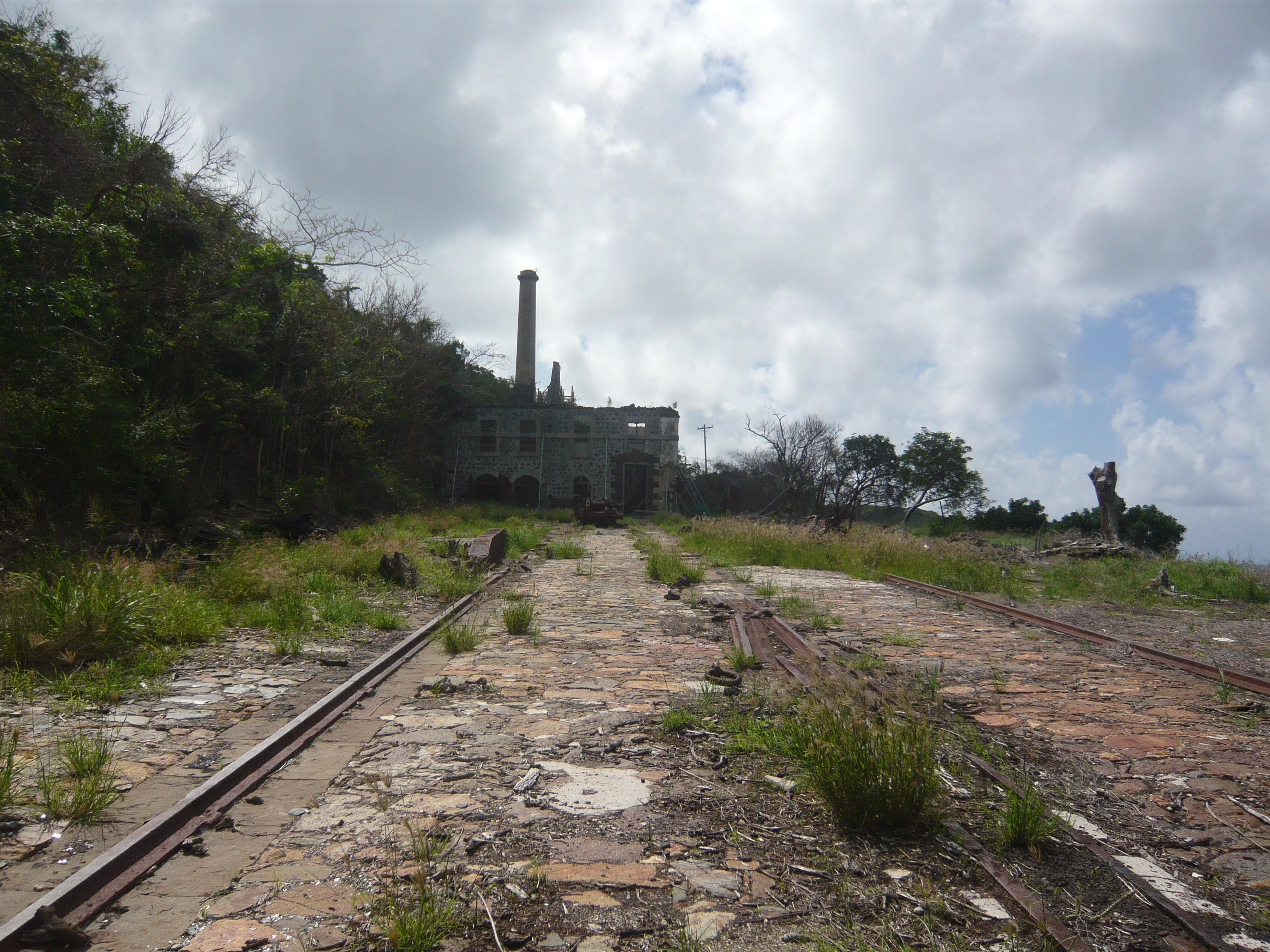
Rester av slipen på Hassel Island

Hassel Island har haft många roller genom tiderna. Danskarna utnyttjade halvöns strategiska läge för försvar av hamnen i  Charlotte Amalie på 17- och 18-talet.
I mitten av 1800-talet hade Royal Mail Line Hassel Island som ett nav i sin västindiska trafik. Här har också varit en kolningsstation för Hamburg America Linjen och en leprakoloni.
Kanalen breddades kort efter att USA hade tagit över Danska Västindien och USA:s flotta etablerade en flottbas som användes under både första och andra världskriget.
Hela ön är sedan år 1978, inskriven i National Register of Historic Places och stora delar ingår i Virgin Islands National Park.
Hassel Island var inspelningsplats för den amerikanska reality-serien   The Real World år 2011.